# Judenbach
Judenbach es una localidad perteneciente al municipio de Föritztal, en el distrito de Sonneberg, en el estado federado de Turingia (Alemania), a una altitud de 630 metros. Su población a finales de 2016 era de unos 2400 habitantes, incluyendo las pedanías del municipio del cual era capital hasta 2018.
Se ubica en la periferia nororiental de la capital distrital Sonneberg.
Hasta 2018 era capital de un municipio que incluía las pedanías de Heinersdorf, Jagdshof, Mönchsberg y Neuenbau. El municipio desapareció el 6 de julio de 2018 cuando se fusionó con Föritz y Neuhaus-Schierschnitz para crear el nuevo municipio de Föritztal.